# ISO/IEC 15693
Die Norm ISO/IEC 15693 legt physische, physikalische und informationstechnische Merkmale kontaktloser RFID-Transponder und Lesegeräte zur drahtlosen Übertragung von Informationen über kurze Distanzen fest.
Die Norm gliedert sich in drei Teile:
- Teil 1: physische Abmessungen von entsprechenden Transponderkarten
- Teil 2: physikalische Parameter und Verfahren zur Bitübertragung (z. B. Modulation, 13,56 MHz Frequenz)
- Teil 3: Aufbau der Datenpakete und Befehle für Anfragen vom Lesegerät zum Transponder und für die Antworten. Hier sind jedoch alle Befehle bis auf zwei (Antikollision und Sleep) optional, womit sowohl Transponder realisiert werden können die einen Speicher bereitstellen als auch einfache Transponder die nur eine ID enthalten.

Die Chipserie M24LR von STMicroelectronics ist durch eine vom Standard abweichende Blockadressierung nicht komplett standardkonform. Die Übertragungsreichweite dieses Standards ist bei Verwendung entsprechender Lesegeräte etwas höher als die der mit der gleichen Frequenz arbeitenden ISO/IEC 14443-Standards.
Der Standard wird in allen NFC-fähigen Android-Smartphones als NfcV unterstützt. Seit Herbst 2015 wurde der Standard auch vom NFC-Forum offiziell als mögliche Basis für NFC-mäßig codierte Informationen anerkannt.

## Anwendungen
In der Norm selbst sind diverse Werte für das so genannte AFI (Application Family Identifier) Feld angegeben. Damit kann ein Leser prüfen, ob der gelesene Tag ein zum gewünschten Einsatzzweck passender ist.
Eine sehr beliebte Anwendung ist die Registrierung von Leihbüchern und  -medien. Ein anderer im Standard vordefinierter AFI Wert ist für Skipässe reserviert.

## Technische Details
Ein ISO/IEC 15693-Tag antwortet auf die Initialisierung mit seiner UID (Unique ID). Diese ist acht Byte lang und beginnt stets mit einem Byte 0xE0. Danach folgt ein Byte mit einem Herstellercode der für den Hersteller des Tags steht. Dieses ist von der ISO 7816 abgeleitet. Die restlichen sechs Byte bilden eine eindeutige Seriennummer.
Die Norm definiert auf der Anwendungsschicht eine Reihe von Befehlen, wobei jedoch nur der Befehl für einen Kollisionserkennungsmechanismus, falls sich mehrere Tags im Lesefeld eines Lesegerätes befinden, und der Befehl zum Tag in den Schlafzustand zu schicken verpflichtend umzusetzen sind. Alle weiteren Befehle sind optional. Es existiert auch ein Bereich für herstellerspezifische Kommandos. Durch die Optionalität der Befehle ist es einerseits möglich, sowohl Tags zu bauen die als Datenspeicher fungieren, als auch einfache Tags ohne Datenspeicher, bei denen lediglich die UID relevant ist, da diese im mit dem Leser verbundenen System registriert werden kann und dort eine Aktion auslösen kann (z. B. eindeutige Angabe eines Buches in der Leihbibliothek). Auf der anderen Seite erschwert es diese Flexibilität, eine ISO/IEC 15693-Leseanwendung zu erstellen, die universell mit allen Tags funktioniert und deren kompletten Funktionsumfang abbildet.
Zur weiteren Unterstützung dieses Konzeptes gibt es noch die Felder AFI (Application Family Identifier), mit dem codiert werden kann, für welche Applikation der Tag gedacht ist (z. B. Bibliothek, Skipass,…) und das Feld DSFID (Data Storage Flag IDentifier). Mit diesem kann in einer kundenspezifischen Anwendung das Layout der auf dem Tag gespeicherten Daten bestimmt werden.
Alle Befehle und deren Rückantworten sind durch eine CRC-Prüfsumme abgesichert. Auch Fehlercodes für Fehler bei der Befehlsausführung sind vordefiniert.